# 金原亭伯楽
金原亭 伯楽（きんげんてい はくらく、1939年2月16日 - ）は、神奈川県横浜市出身の落語家。本名∶津野 良弘。落語協会所属。出囃子∶「鞍馬」。紋∶「鬼蔦」。

## 経歴
1961年3月に法政大学法学部を卒業し、4月に十代目金原亭馬生に入門。前座名は「桂太」。
1964年9月に二ツ目昇進。1969年6月から12月に『セイ!ヤング』（文化放送）でパーソナリティを務める。
1973年9月に林家木久蔵、三遊亭好生、桂文平、四代目三遊亭歌笑、三遊亭生之助、橘家三蔵、柳家小きん、三遊亭歌雀、柳家さん弥と共に真打昇進。1980年3月に「伯楽」と改名。

## 芸歴
- 1961年4月 - 十代目金原亭馬生に入門、前座名「桂太」。
- 1964年9月 - 二ツ目昇進。
- 1973年9月 - 真打昇進。
- 1980年3月 - 「伯楽」と改名。

## 逸話
落語家仲間で「転倒蟲」というツーリングチームを作っていた。羅臼で崖から落ちて入院したこともあったという。

## 受賞
- 2006年 文化庁芸術祭 演芸部門優秀賞

## 書籍
- 『落語小説・江島屋』（本阿弥書店、2011年）
- 『小説・古今亭志ん朝 - 芸は命、恋も命』（本阿弥書店、2006年、新装版 2012年）
- 『小説・落語協団騒動記』（本阿弥書店、2004年）

## 弟子

### 師匠死去により門下に収めた弟弟子
- 十一代目金原亭馬生
- 金原亭世之介
- 初音家左橋
- 金原亭生駒

### 直弟子
- 金原亭馬遊
- 金原亭龍馬

### 廃業
- （名前不明） - 古今亭菊之丞や柳家さんぽらと同期、東大卒。楽屋入り後一週間で廃業した。